# Jan Maciela
Jan Maciela (ur. 26 listopada 1906 w Biskowicach, zm. 27 października 1967) – polski nauczyciel, działacz oświatowy, poseł na Sejm PRL II kadencji.

## Życiorys
Uzyskał wykształcenie średnie, z zawodu był nauczycielem. Od 1944 do 1945 był kierownikiem Szkoły Podstawowej w Jabłonce. Pełnił funkcje inspektora szkolnego oraz kierownika Wydziału Oświaty Prezydium Powiatowej Rady Narodowej w Lesku.
Był członkiem Polskiej Zjednoczonej Partii Robotniczej. Został wybrany na posła na Sejm PRL II kadencji z okręgu Sanok. W trakcie pracy w parlamencie zasiadał w Komisji Oświaty i Nauki.
Zmarł 27 października 1967 i został pochowany na Cmentarzu Komunalnym w Brzozowie.
Jego żoną była Anna (1906–2002), z którą miał dzieci.

## Ordery i odznaczenia
- Krzyż Kawalerski Orderu Odrodzenia Polski[2]
- Medalem 10-lecia Polski Ludowej (1955)[6]